# San Marcelino
San Marcelino è una municipalità di terza classe delle Filippine, situata nella Provincia di Zambales, nella regione di Luzon Centrale.
San Marcelino è formata da 18 baranggay:
- Aglao
- Buhawen
- Burgos (Pob.)
- Central (Pob.)
- Consuelo Norte
- Consuelo Sur (Pob.)
- La Paz (Pob.)
- Laoag
- Linasin
- Linusungan
- Lucero (Pob.)
- Nagbunga
- Rabanes
- Rizal (Pob.)
- San Guillermo (Pob.)
- San Isidro (Pob.)
- San Rafael
- Santa Fe